# Güterbahnhof Wolf

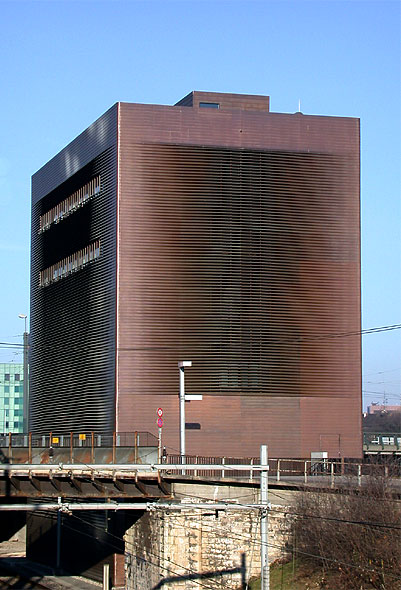
Zentrales Stellwerk (Operatives Betriebszentrum Basel) bei der Münchensteinerbrücke (2005), ein von Herzog & de Meuron gestaltetes Gebäude

Der Güterbahnhof Wolf ist ein Rangier- und Güterbahnhof in der Stadt Basel.

## Geschichte
Der östlich des Bahnhofs Basel SBB gelegene Rangierbahnhof der Schweizerischen Bundesbahnen wurde am 10. März 1876 eröffnet. Ein Güterbahnhof der Centralbahn wurde 1900 in Betrieb genommen. Der Rangierbahnhof Basel-Muttenz ersetzte 1933 den Bahnhof Wolf als Rangierbahnhof, der seither nur noch dem Güterumschlag dient.
SBB Cargo und Hupac betreiben Umschlagterminals für den kombinierten Verkehr. 
Am 4. März 1945 wurde der Güterbahnhof Wolf irrtümlich von neun US-Bombern angegriffen. Getroffen wurden ein Personenzug und benachbarte Wohnquartiere; es gab jedoch keine Todesopfer.

Lokschau im Güterbahnhof Wolf zum 125-jährigen Bestehen des Basler Centralbahnhofs im Jahre 1985

Im Jahr 1985 wurde das 125-jährige Bestehen des Basler Centralbahnhofs mit einem großen Volksfest gefeiert, zu dem eine grosse Lokomotivschau im Güterbahnhof Wolf veranstaltet wurde.
Mitte der 2010er-Jahre wurde geplant, den Bahnhof aufzulösen. Bis 2018 wurde in einer Studie erforscht, wie das 16 Hektaren grosse Areal zukünftig genutzt werden soll. Dabei wurde die Idee eines neuen Stadtviertels verfolgt, mit einer Mischung aus Büros, Wohnungen, Dienstleistungsbetrieben, Logistikunternehmen und Grünflächen. 2019 wurde schliesslich ein Konzept für ein neues Stadtquartier auf einem Teil des Güterbahnhofs Wolf durch den Kanton Basel-Stadt und die SBB vorgestellt.
Gemäss dem Projektplan werden auf der umgenutzten Fläche ab 2026 rund 590 neue Wohnungen gebaut und gegen 1000 neue Arbeitsplätze entstehen, wobei der Güterumschlag im östlichen Teil des Areals weiterhin bestehen bleibt.
Am 15. März 2023 wurde die für die Umgestaltung nötige Nutzungsplanung durch den Grossen Rat beschlossen.
Von 2020 bis 2021 wurde in einer ehemaligen Lagerhalle vertikale Landwirtschaft von Growcer, in Zusammenarbeit mit der Genossenschaft Migros Basel, betrieben.

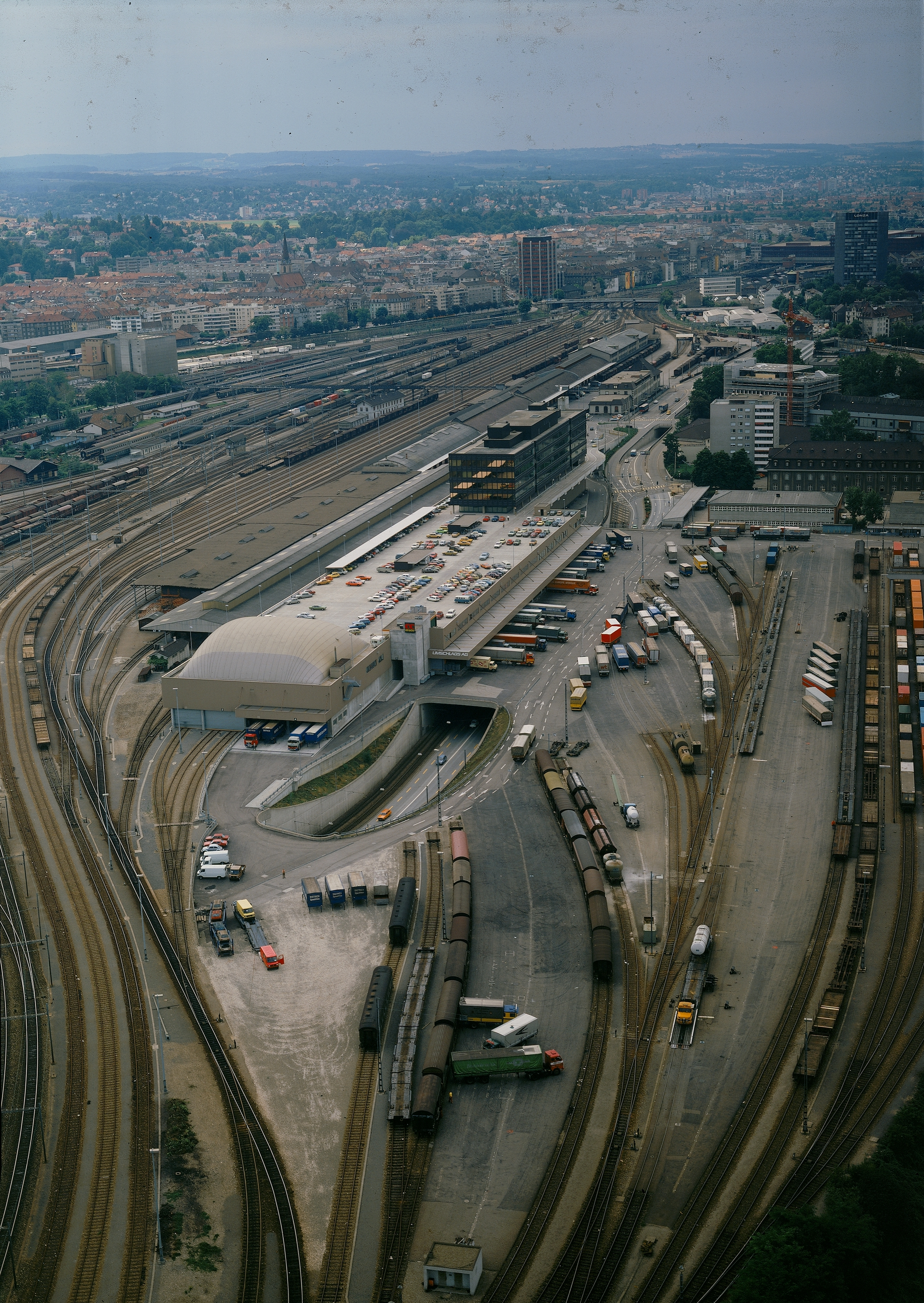
Luftbild 1979